# Тамвакис, Стефанос
Стефанос Тамвакис (греч. Στέφανος Ταμβάκης, англ. Stefanos Tamvakis, 27 июня 1952, Александрия) — египетский предприниматель, действующий президент Совета греков зарубежья.

## Биография
Учился в Александрийской гимназии. Вместе с семьей переехал в Великобританию. Продолжил образование в Кембридже, изучал деловое администрирование. Владеет, кроме греческого, арабским, английским и французским языками. В 1975 вернулся в Александрию и возглавил совместно с братом семейный бизнес, предприятия по производству пищевых продуктов «St'George's», основанное в 1905 году.
В 1976 начинает активно деятельности в работе общества «Эсхилос-Арион», президентом которого в своё время был его отец Палос Тамвакис. В 1984 избран уполномоченным представителем греческой общины в Александрии, в 1990 году - её президентом. В 1995 Стефанос Тамвакис избирается вице-президентом Совета греков зарубежья (Периферийная конференция Азии и Африки), Координатором Азии-Африки, трижды подряд переизбирается на этот пост.
В 1999 году при его личном содействии в Александрию из Греции была возвращена статуя Александра Македонского, в том же году в Александрии происходит Периферийная конференция Азии и Африки. В 2001 направлен в составе миссии министерства иностранных дел в Судан, где незаконно удерживали в тюрьмах этнических греков. В декабре 2001 года избирается альтернативным президентом, координирует вопросы образования и молодежи. В марте покидает пост Президента общины греков Александрии, однако провозглашается её ассамблеей Почетным Президентом.
С 2006 года Стефанос Тамвакис - президент Совета греков зарубежья. В его полномочия и обязанности - укрепление отношений Совета и существенное сотрудничество со Вселенским Константинопольским Патриархатом, Патриархатом Александрии и вся Африки, также Иерусалимским Патриархатом.
С 2009 года он также входит в первый Совет директоров в Александрийском центре эллинистики, созданном Александрийской библиотекой, Фондом Александра С. Онассиса, фондом Вардиноянни и Александрийским университетом.

## Награды
Награждён Президентом Греческой Республики Константиносом Стефанопулосом Золотым Крестом ордена Феникса.
Награждён блаженным Александрийским патриархом Парфением орденом Святого апостола и евангелиста Марка I степени, блаженным Патриархом Александрии и всея Африки Петром IV Большим патриархальным Крестом ордена преподобного Саввы Освященного и блаженным Патриархом всея Руси Алексием.